# Truth Be Told (serie televisiva 2019)
Truth Be Told è una serie statunitense prodotta da Apple TV+ e mandata in onda il 6 dicembre 2019. La seconda stagione è stata mandata in onda il 20 agosto 2021. La terza stagione è andata in onda il 19 Gennaio 2023 (in Italia il 20 Gennaio 2023)

## Episodi
| Stagione         | Episodi | Prima TV USA | Prima TV in italiano |
| ---------------- | ------- | ------------ | -------------------- |
| Prima stagione   | 8       | 2019-2020    | 2019-2020            |
| Seconda stagione | 10      | 2021         | 2021                 |
| Terza stagione   | 10      | 2023         | 2023                 |

## Personaggi e interpreti

### Principali
- Josie Buhrman (stagione 1), interpretata da Lizzy Caplan, doppiata da Eleonora Reti.
- Poppy Scoville-Parnell (stagione 1), interpretata da Octavia Spencer, doppiata da Francesca Guadagno.
- Ingram Rhoades (stagione 1), interpretato da Michael Beach, doppiato da Fabrizio Pucci.
- Markus Knox (stagione 1), interpretato da Mekhi Phifer.
- Desiree Scoville (stagione 1), interpretata da Tracie Thoms, doppiata da Alessia Amendola.
- Cydie Scoville (stagione 1), interpretata da Haneefah Wood, doppiata da Micaela Incitti.
- Leander 'Shreve' Scoville (stagione 1), interpretato da Ron Cephas Jones, doppiato da Stefano Mondini.
- Melanie Cave (stagione 1), interpretata da Elizabeth Perkins, doppiata da Laura Boccanera.
- Warren Cave (stagione 1), interpretato da Aaron Paul, doppiata da Massimiliano Alto.
- Warren da ragazzo (stagione 1), interpretato da Hunter Doohan.

### Ricorrenti
- Lanie da ragazza (stagione 1), interpretata da Caroline Huey.
- Josie da ragazza (stagione 1), interpretata da Rebecca Huey.
- Erin Buhrman (stagione 1), interpretata da Annabella Sciorra, doppiata da Alessandra Korompay.
- Chuck Buhrman (stagione 1), interpretato da Nicholas Bishop.
- Lanie da bambina (stagione 1), interpretata da Stella Weinstein.
- Josie da bambina (stagione 1), interpretata da Mayson Weinstein.
- Owen Cave (stagione 1), interpretato da Brett Cullen.
- Alex Dunn (stagione 1), interpretato da William Miller.
- Lillian Scoville (stagione 1), interpretata da Tami Roman.
- Noa Havilland (stagione 1), interpretato da Katherine LaNasa.
- Susan Carver, interpretata da Molly Hagan, doppiata da Cristina Poccardi.
- Tim D'Amico, interpretato da Mark Elias, doppiato da Gabriele Vender.